# Carvoeiros
Carvoeiros és una vila al nord de l'illa de São Nicolau a l'arxipèlag de Cap Verd. Està situada 4 kilòmetres al nord de Ribeira Brava.